# Estat Lliure d'Irlanda
L'Estat Lliure d'Irlanda (en gaèlic irlandès: Saorstát Éireann; en anglès: Irish Free State) fou l'estat establert el 1922 d'acord amb el Tractat Angloirlandès de 1921 que comprenia 26 dels 32 comtats d'Irlanda, el qual formava un dels estats integrants de la Commonwealth.
El naixement d'aquest estat posà fi a la coexistència de la Irlanda del Sud, regió autònoma dependent del Regne Unit de la Gran Bretanya i Irlanda, i la República Irlandesa, teòric estat independent de la dominació britànica si bé mai no fou reconegut pels britànics. De la mateixa manera, el nou govern de l'Estat Lliure d'Irlanda substituí tant el Govern Provisional de la Irlanda del Sud i el Govern de la República Irlandesa, que en aquells moments era presidit per William T. Cosgrave.

## Antecedents històrics
En l'Aixecament de Pasqua de 1916, i, en particular, la decisió de les autoritats militars britàniques d'executar molts dels seus dirigents després de la Guerra, generà simpatia per la causa republicana a l'illa d'Irlanda. Així mateix, els republicans i alguns nacionalistes independents s'oposaren a la prestació del servei militar obligatori l'any 1918, desacreditant el partit majoritari que donava suport als Aliats de la Primera Guerra Mundial, i aconseguiren que en les eleccions generals de 1918 la majoria dels escons irlandesos del Parlament del Regne Unit de la Gran Bretanya i Irlanda del Palau de Westminster anessin a parar al Sinn Féin.
La negativa per part del Sinn Féin de prendre possessió de les seves actes de diputat a Londres feu que es creés a la ciutat de Dublín el Dáil Éireann o Assemblea d'Irlanda i la posterior autoproclamació de la República Irlandesa. Malgrat aquesta proclamació, tan sols la Unió Soviètica reconegué aquest estat, el veritable govern de l'illa quedà en mans de la regió autònoma anomenada Irlanda del Sud, sorgida de la partició de l'illa després de la Guerra angloirlandesa.
Mitjançant la signatura del Tractat Angloirlandès es descartà la constitució d'una república, sent el nou estat resultant un domini que formà part de l'Imperi Britànic i del Commonwealth i que uní els governs de la República Irlandesa i de la Irlanda del Sud en una de sol i centralitzat.

## Governs

### El govern Cosgrave (1922-1932)
El 1922 se celebraren les eleccions al primer Dáil Éireann el resultat de les quals fou:
- Cumann na nGaedhal (liderat per William T. Cosgrave), 63 escons
- Sinn Féin	(Éamonn de Valera), 44 escons
- Farmer's Party (Dennis Gorey), 15 escons
- Partit Laborista d'Irlanda (Thomas Johnson), 14 escons
- Independents, 17 escons

William T. Cosgrave va esdevindre cap de govern irlandès. Un cop pacificat el nou estat, De Valera abandonà el Sinn Féin i creà el 1926 un nou partit, el Fianna Fáil (Soldats del destí), que intentava conjugar el republicanisme amb mètodes constitucionals. Rebrà el suport de Frank Aitken i la Germandat Republicana Irlandesa (IRB) es desintegrà definitivament. La situació del país era desastrosa: el 43% dels irlandesos havia emigrat i el 25% vivia en condicions infrahumanes.
Alhora, intentaren promoure l'ensenyament del gaèlic irlandès, declarat llengua cooficial amb l'anglès, amb la fundació el 1926 de l'editorial An Gum (El projecte), dependent del departament d'educació per a publicar llibres de text (el 1940 havia editat 700 títols). També es creà l'An Cumann le Béaloidean Eireann (Societat per al Folklore Irlandès) el 1927, que editava la revista Bealoidean.
Cosgrave intentarà dur a terme una política pressupostària que a la llarga arruïnaria el país, però va reformar l'administració, la policia i el govern municipal. Va fer una política cultural força conservadora, dominada pels ultraconservadors i censuradors Knights of Saint Columbanus, societat secreta fundada el 1922 i que el 1923 va promoure la Censorship of Films Act i el 1926 el Commitee of Enquiry on Evil Literature, per censurar les publicacions. També va crear una sanitat pública, alhora que dictava noves lleis de terres. En aquestes lleis va rebre el suport dels caps laboristes, Paddy Hogan i James Larkin. El 1926 fou fundada Radio Eireánn, i el gaèlic fou declarat cooficial, tot i que la Lliga Gaèlica va decaure (de 819 seccions el 1922 va passar a 139 el 1924).
El juny del 1927 se celebraren noves eleccions al Dail Eireánn, a les quals De Valera es presentà amb el seu nou partit com a alternativa a Cosgrave. El resultat fou:
- Cumann na nGaedhal (William T. Cosgrave), 47 escons
- Fianna Fáil (Éamonn de Valera), 44 escons
- Farmer's Party (Dennis Gorey), 11 escons
- Labour Party (T. J. O'Connell), 22 escons
- National League (William Redmont), 8 escons
- Sinn Féin, 5 escons
- Independents,	16 escons

Cosgrave tornarà a ser nomenat taoiseach (primer ministre), però de Valera es negà a jurar lleialtat a la corona britànica i serà expulsat del Dail. Això provocà una forta crisi, agreujada per una revolta de pagesos al Comtat de Donegal, per la qual en fou empresonat com a instigador Peadar O'Donnell, cap de la Brigada Donegall de l'IRA, i que serà alliberat després d'una vaga de fam. L'IRA, endemés, assassinà Kevin O'Higgins, ministre de justícia i número dos de Cosgrave. Això provocà que es convoquessin noves eleccions al setembre de 1927, el resultat de les quals fou:
- Cumann na nGaedhal, 62 escons
- Fianna Fáil, 57 escons
- Farmer's Party (Michael Hefferman), 6 escons
- Labour Party, 13 escons
- National League, 2 escons
- Independents, 13 escons

Cosgrave fou confirmat, i el governador, Tim Healy, serà substituït per James Mac Neill. Finalment, el 1928, De Valera jurà lleialtat a la corona i es decretà pena de mort per a tots els militants de l'IRA.
Per una altra banda, la Comissió Fronterera, formada per Eoin Mac Neill (Estat Lliure), Joseph Fisher (Unionistes) i el jutge sud-africà Richard Feetham, fixaren la frontera definitiva el 1925. Els irlandesos intentaren reduir a quatre els comtats del Nord, però les autoritats britàniques s'hi negaren.
L'any 1931 els britànics aprovaren l'Estatut de Westminster, mercè el qual Irlanda, Sud-àfrica i el Canadà tindrien facultat de canviar i rebutjar les lleis britàniques que els afectessin, cosa que suposava més nivell d'autogovern. Això semblava reforçar al Cumann na nGaedhal, sobretot després d'absorbir la major part de l'electorat del Farmer's Party.

### El govern de Valera (1932-1937)

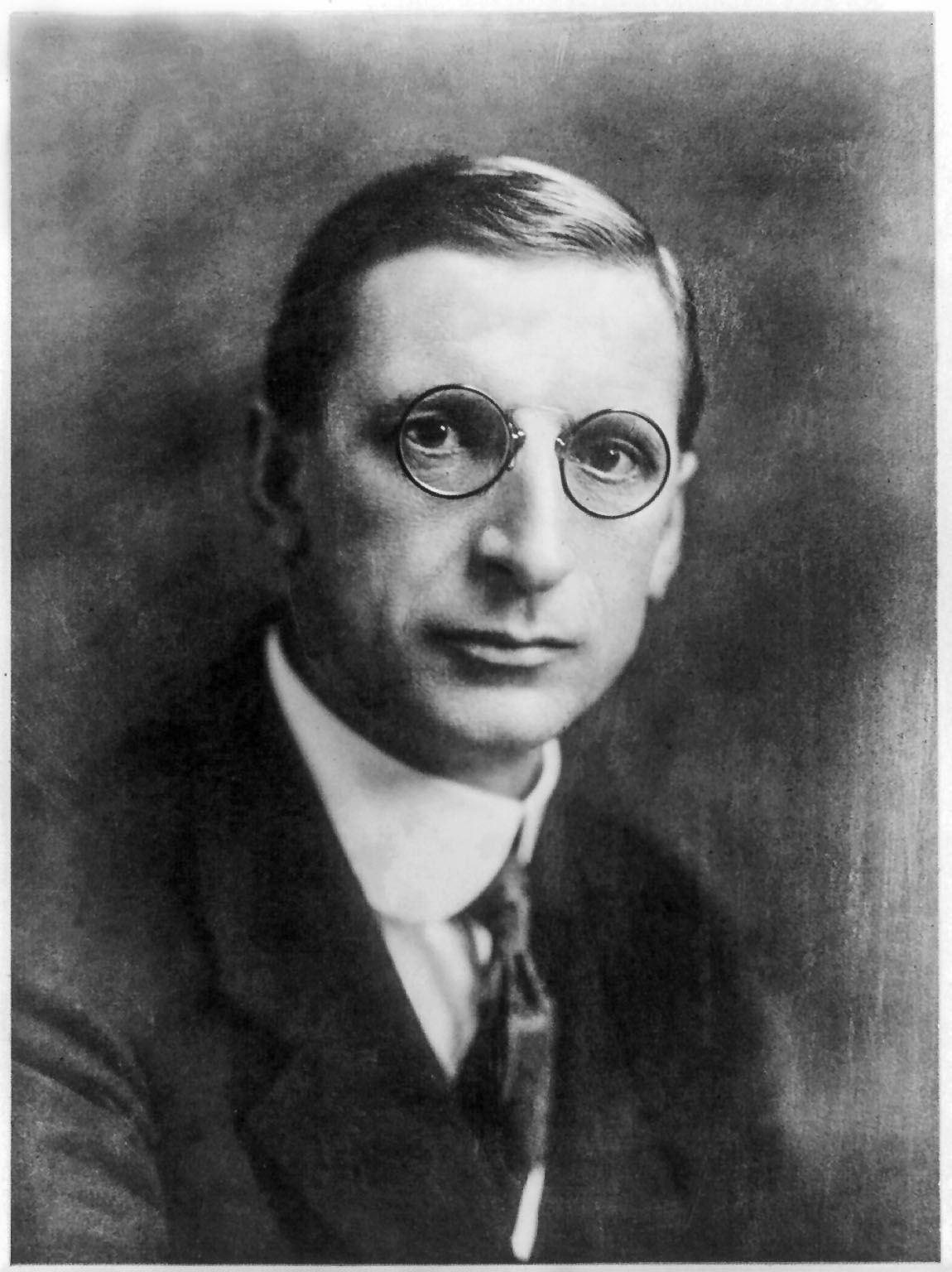
Imatge d'Éamonn de Valera.

El 1932 es convocaren noves eleccions, el resultat de les quals fou tota una sorpresa:
- Fianna Fáil (Éamonn de Valera), 72 escons
- Cumann na nGaedhal (William T. Cosgrave), 57 escons
- Labour's Party (W. Norton), 7 escons
- Farmer's Party (Michael Hefferman)	4 escons
- Independents, 13 escons

El nou govern serà format per Éamonn de Valera (taoiseach), Frank Aiken (defensa), Sean Lemass (indústria) i Seán T. O'Kelly (govern local), tots ells joves, herois de l'Aixecament de Pasqua i antics membres de l'IRA i del Sinn Féin. El portaveu del Fianna Fáil entre 1927 i 1931, Donal O'Buachalla, fou nomenat governador d'Irlanda fins al 1937. El 1936 fou fundada la companyia d'aerolínies Aer Lingus.
Van fundar el diari Irish Press i suspengueren el jurament de fidelitat al rei britànic, així com el pagament de rendes de la terra per la llei del 1870. El 1933 es convocaren noves eleccions, el resultat de les quals fou: 
- Fianna Fáil (Eamon de Valera), 77 escons
- Cumann na nGaedhal (William Cosgrave), 48 escons
- Labour's Party (W. Norton), 8 escons
- Centre Party (Frank McDermott), 11 escons
- Independents, 9 escons

Això confirmà les expectatives polítiques de De Valera, el qual confirmà tot el seu anterior govern.
Els britànics imposaren una tarifa als productes irlandesos importants. De Valera va respondre amb la mateixa moneda i propugnà l'autosuficiència econòmica. Per això augmentà la superfície de conreu del blat, però caigueren les exportacions. També augmentà la indústria del calçat, pell, vidre i paper. Tanmateix, entre el 1926 i el 1936 emigraren del país 16.675 persones per any, que augmentaren a 18.711 persones per any en el període 1936-1946. Això era reforçat per una forta natalitat fomentada per mesures com la Criminal Law Amendment Act del 1935 que prohibia la venda d'anticonceptius, que no serà abolida fins al 1973 per inconstitucional.

## Dissolució de l'Estat Lliure
El 1937 Éamonn de Valera feu aprovar una nova constitució, que actualment encara és vigent. Mitjançant l'aprovació de dita Constitució, s'abolí el càrrec de governador per crear el càrrec de President. El primer ministre passà a anomenar-se taoiseach i el parlament va esdevindre bicameral (Dáil Éireann i Seanad Eireann), reduint a 138 escons els 153 que tenia fins al moment. La idea de Valera fou que aquesta constitució fos vàlida per a tota l'illa d'Irlanda, encara que només s'aplicà provisionalment als 26 comtats del Sud. Així mateix el gaèlic irlandès fou confirmat com a llengua cooficial amb l'anglès i el catolicisme fou nomenada religió oficial, encara que es reconegué la llibertat religiosa i de consciència. D'aleshores ençà, el país passà a anomenar-se República d'Irlanda.